# Memoriał Primo Nebiolo 2011
Memoriał Primo Nebiolo 2011 – mityng lekkoatletyczny, który odbył się 10 czerwca w Turynie na Stadio Primo Nebiolo. Zawody znalazły się w kalendarzu European Athletics Outdoor Premium Meetings  – cyklu najważniejszych mityngów organizowanych pod egidą Europejskiego Stowarzyszenia Lekkoatletycznego.
Przed rozpoczęciem zawodów uczczono minutą ciszy pamięć o zmarłym tragicznie w dniu rozegrania mityngu włoskim długodystansowcu – Cosimo Caliandro. 
Kontrola antydopingowa przeoprowa w trakcie mityngu wykazała, że dwóch marokańskich biegaczy – zwycięzca biegu na 5000 metrów Aziz Lahbabi (13:14,07) oraz drugi zawodnik na 1500 metrów – Fouad El Kaam (3:36,73) stosowało niedozwolone środki, zatem ich wyniki zostały anulowane.

## Rezultaty

### Mężczyźni
| Konkurencja:               | 1. miejsce           | Rezultat | 2. miejsce        | Rezultat | 3. miejsce            | Rezultat |
| Bieg na 100 m              | Aziz Ouhadi          | 10,25    | Fabio Cerutti     | 10,38    | Idrissa Adam          | 10,39    |
| Bieg na 100 m (U-23)       | Dantago Gurirab      | 10,72    | Edoardo Sangiorgi | 10,97    | Giovanni Cellario     | 11,02    |
| Bieg na 1500 m             | Amine Laâlou         | 3:31,92  | Remmy Limo Ndiwa  | 3:37,52  | Esrael Awoke          | 3:38,67  |
| Bieg na 5000 m             | Joseph Kiplimo Kitur | 13:17,44 | Geoffrey Kusuro   | 13:18,28 | Ezekiel Meli          | 13:29,85 |
| Bieg na 110 m przez płotki | Dayron Robles        | 13,23    | Jeff Porter       | 13,49    | Konstantin Szabanow   | 13,56    |
| Skok wzwyż                 | Aleksiej Dmitrik     | 2,25     | Siergiej Mudrow   | 2,25     | Konstandinos Baniotis | 2,22     |
| Trójskok                   | Fabrizio Donato      | 17,01    | Fabrizio Schembri | 16,88    | Aleksiej Fiodorow     | 16,82    |
| Rzut młotem                | Aleksiej Zagorny     | 81,49    | Nicola Vizzoni    | 77,83    | Marco Lingua          | 75,45    |

### Kobiety
| Konkurencja:                  | 1. miejsce          | Rezultat | 2. miejsce        | Rezultat | 3. miejsce       | Rezultat |
| Bieg na 100 m (U-23)          | Jelizaweta Bryzhina | 11,79    | Udochy Ekeh       | 11,89    | Martina Amidei   | 11,99    |
| Bieg na 400 m                 | Antonina Jefremowa  | 51,43    | Souma Fatou       | 51,93    | Ksenija Wdowina  | 52,61    |
| Bieg na 800 m                 | Yuneisy Santiusty   | 1:59,00  | Lyllia Łobanowa   | 1:59,28  | Eunice Sum       | 2:00,79  |
| Bieg na 3000 m z przeszkodami | Birtukan Alemu      | 9:36,31  | Christine Muyanga | 9:42,79  | Purity Kirui     | 9:46,39  |
| Bieg na 100 m przez płotki    | Yvette Lewis        | 13,04    | Giulia Pennella   | 13,44    | Landria Buckley  | 13,44    |
| Trójskok                      | Simona La Mantia    | 14,39    | Dana Velďáková    | 13,97    | Snežana Rodič    | 13,77    |
| Rzut oszczepem                | Goldie Sayers       | 60,30    | Linda Stahl       | 60,14    | Madara Palameika | 59,03    |